# جعفر إريسميتوف
جعفر إريسميتوف (23 أغسطس 1976 بطشقند في أوزبكستان - ) هو لاعب كرة قدم أوزبكستاني في مركز الهجوم. شارك مع منتخب أوزبكستان لكرة القدم. أما مع النوادي، فقد لعب مع أنجي محج قلعة وباناثينايكوس وسبارتاك موسكو ونادي آكتوبه ونادي باختاكور طشقند ونادي سلافيا-موزير ونادي كايرات ونافباخور نامانجان وFC Dustlik ‏ ونادي أنديجان وFC Chernomorets Novorossiysk ‏ وFC Shurtan ‏ وFC Alma-Ata ‏ وLiaoning F.C. ‏ وكريفباس كريفي ريه ‏ ودينامو سمرقند وQizilqum FC ‏.

## وصلات خارجية
- جعفر إريسميتوف على موقع الاتحاد الدولي (مؤرشف)  (الإنجليزية)
- جعفر إريسميتوف على موقع قاعدة بيانات كرة القدم.إي يو (الإنجليزية)
- جعفر إريسميتوف على موقع ناشيونال فوتبول تيمز (الإنجليزية)
- جعفر إريسميتوف على موقع Soccerway.com (الإنجليزية)